# Stenophylla
Stenophylla, es un género de la familia Acanthopidae. Este género de mantis  tiene 3 especies reconocidas.

## Especies
- Stenophylla cornigera (Westwood, 1843)
- Stenophylla gallardi (Roy, 2005)
- Stenophylla lobivertex (Lombardo, 2000)